# Desmodium retinens
Desmodium retinens är en ärtväxtart som beskrevs av Diederich Franz Leonhard von Schlechtendal. Desmodium retinens ingår i släktet Desmodium och familjen ärtväxter. Inga underarter finns listade i Catalogue of Life.